# Тома Бакач-Ердеди
Гроф Тома Бакач-Ердеди (?, 1558. – Крапина, 17. јануара 1624), мађарски племић, бан краљевина Хрватске и Славоније од 1584. до 1595. и од 1608. до 1614. Члан је чувене мађарске племићке породице Ердеди, која се већ раније преселила у Славонију.

## Биографија
Почетком 1584. године, 26-годишњи гроф Тома II Ердеди, син Петра II Ердедија, мађарског племића и бана Хрватске од године 1556. до 1567, именован је и сам баном Хрватске.

### Први ратни успеси
Одмах на почетку свог мандата 26. октобра године 1584, бан Ердеди и генерал Карловачке крајине Јосип Јошт Турн су код Слуња са само 2.030 ратника (1.330 коњаника и 700 пешака) изненадили и страховито разбили 9.000 Турака (8.400 коњаника и 600 пешака). У победи у долини Мочила код Слуња погинуло је око 2.000 до 4.000 Турака и само неколико хришћанских ратника. У борби у којој је ослобођено неколико хиљада заробљеника и освојено много ратног плена, посебно су се прославили бан Ердеди, гроф Турн и Пургшталер. Исте године заузео је и спалио Костајницу.
Бан Ердеди наставља са низом важних победа, па је са малим бројем ратника (500 коњаника и 500 пешака) 6. децембра године 1586. разбио Али-бегову војску (3.000 коњаника и 500 пешака) код Иванић Града. Кад је год. 1587. међу мочварама код Кацсорлака и Јурај Зрински са својим ратницима тешко поразио и побио око 2.000 Турака, престале су на неко време турске навале на Хрватску и Крањску. Том приликом је Јурај Зрински заробио око 1.000 Турака и око 1.100 коња.

### Догађаји око Сиска
12. августа године 1591. бан Ердеди је ослободио град Мославину, што је разбеснело босанског беглербега Хасан-пашу Предојевића. Међутим, године 1592. у бици код Бреста, близу данашње Петриње хришћанска војска је доживела тежак пораз, а сам бан Тома Ердеди је потамнио своју славу неславним бекством. Ипак већ идуће године у лето 1593. Хасан-паша је са својих 15.000 војника опет навалио на град Сисак, а Ердеди је одмах скупио 2.400 својих ратника. Након што су им се придружили карловачки генерал Андрија Ауершперг и војвода Рупрехт Егенберг са лаком коњицом, стрелцима и хусарима, хришћанска војска је имала око 5.000 војника. И док су се неки војсковође двоумили да ли треба навалити на неколико пута бројчано јаче Турке, Ердеди и Ауершперг су одлучно заговарали напад.
У бици код Сиска хришћанска војска је предвођена баном Ердедијем страховито разбила турску војску, која је што у боју што у реци Купи изгубила око 10.000 војника, а сам Хасан-паша се са 12 најистакнутијих турских вођа при бегу утопио у реци Купи. Велика победа године 1593. код Сиска која је била прекретница у рату са Турцима, разглашена је по целој Европи. Папа Климент VIII похвалио је победнике посебним писмом, а шпански краљ Филип II је одликовао бана Ердедија именујући га витезом реда „св. Спаситеља“.

### После битке код Сиска
После битке код Сиска победио је и у бици код Петриње, па је тај град ослободио 1594. 15. маја 1595. године захвалио се на банској части. На Сабору 1600. изабран је за капетана краљевства, а 1607. постао је наследним вараждинским жупаном. У периоду 1608 — 1614. поново је био бан.
Сахрањен је у загребачкој катедрали.